# Alchemilla polita
Alchemilla polita är en rosväxtart som beskrevs av S. Fröhner. Alchemilla polita ingår i släktet daggkåpor, och familjen rosväxter. Inga underarter finns listade i Catalogue of Life.